# The Clan Pt. 2 Guilty
The Clan Pt. 2 Guilty è il quarto EP del gruppo musicale sudcoreano Monsta X, pubblicato nel 2016.

## Tracce
1. Fighter – 3:38
2. Be Quiet – 3:03
3. Blind – 3:33
4. Queen – 3:12
5. White Love (하얀소녀) – 3:50
6. Roller Coaster – 3:17